# Alexandro Bernabei
Alexandro Ezequiel Bernabei (Iriondo, 24 de setembro de 2000) é um futebolista argentino que atua como lateral-esquerdo. Atualmente, joga no Internacional.

## Carreira

### Lanús
Bernabei passou pelas categorias de base do Lanús, com o técnico Luis Zubeldía promovendo o defensor ao time principal durante a temporada de 2019–20. Sua estreia no time principal foi em 19 de outubro de 2019, quando Bernabei foi escolhido para iniciar um jogo da Primera División contra o Talleres. Ele marcou gol aos seis minutos durante sua estreia, antes de ser substituído no segundo tempo por Nicolás Orsini em vitória por 4 a 2 no Estádio Mario Alberto Kempes. Em sua trigésima participação na carreira, no 13 de janeiro de 2021, Bernabei marcou na vitória do jogo de ida das semifinais da Copa Sul-Americana, em casa, contra o Vélez Sarsfield. Foi titular na final da competição contra o Defensa y Justicia, com o  Lanús sendo derrotado por 3–0 e ficando com o vice-campeonato.

### Celtic
O Celtic, clube da Liga Escocesa de Futebol, contratou Bernabei em junho de 2022 por cerca de 3,75 milhões de euros. Ele fez sua estreia pelo clube em 28 de agosto de 2022, quase ao fim de uma partida, na vitória por 9 a 0 sobre o Dundee United, em Tannadice Park, na Liga Escocesa. Em 2 de abril de 2023, Bernabei marcou seu primeiro gol pelo Celtic contra o Ross County na primeira divisão escocesa.
Em 11 de outubro de 2022, Bernabei entrou como reserva aos 80 minutos para fazer sua estreia na UEFA Champions League na derrota por 2 a 0 contra o RB Leipzig, no Celtic Park.

### Internacional
Em 7 de março de 2024, Bernabei foi anunciado no Internacional por empréstimo até o fim do ano. Em primeiro de setembro, Bernabei marcou o terceiro gol da vitória de 3×1 para cima do Juventude, fora de casa, pelo Brasileirão, sendo este seu primeiro gol com a camisa do Colorado.
Porém, não cativou Eduardo Coudet e só entrou em campo uma vez, no empate com o Real Tomayapo pela Sul-Americana. Três meses depois, já com Roger, voltou a atuar, ganhou sequência e virou um dos pilares da equipe. Terminou a temporada com 25 partidas, três gols e seis assistências, eleito para o time ideal do Brasileirão.
Em janeiro de 2025, o Inter acertou a compra de Bernabei junto ao Celtic por 5,5 milhões de euros (R$ 34,3 milhões na cotação atual), mais 500 mil euros (R$ 3,1 milhões) de bônus por metas atingidas. O contrato em definitivo com o argentino será válido por três temporadas.

## Seleção Argentina
Bernabei representou os Sub-19 da Argentina nos Jogos Sul-Americanos de 2018 na Bolívia.

## Títulos
Celtic
- Campeonato Escocês: 2022–23[17]
- Copa da Escócia: 2022–23[18]

Internacional
- Campeonato Gaúcho: 2025

### Prêmios individuais
- Seleção do Campeonato Brasileiro: 2024[19]
- Melhor Lateral (Bola de Prata): 2024